# Laktaši
Laktaši (cyr. Лакташи) – miasto w Bośni i Hercegowinie, w Republice Serbskiej, siedziba gminy Laktaši. W 2013 roku liczyło 5282 mieszkańców.